# Słuchowisko (album)
Słuchowisko to drugi album grupy Jeden Osiem L. Płyta sprzedała się o wiele gorzej od pierwszego albumu grupy, Wideoteki.
Nagrania dotarły do 24. miejsca listy OLiS.

## Lista utworów
1. "Wejście 1" - 1:45
2. "Krajobraz miejsca" - 4:02
3. "Jest tak" - 3:54
4. "Smak zwycięstwa" - 4:02
5. "W.I.P." - 3:35
6. "5 minut" - 3:23
7. "Wejście 2" - 2:14
8. "Za szybą" - 3:37
9. "Moi ludzie" - 4:30
10. "Pytam kiedy" - 3:20
11. "Zobacz ile mam" - 3:51
12. "Obudź się" - 3:18
13. "Disoteka" - 3:07
14. "Świat nie najlepszych wiadomości" - 3:33
15. "Wejście 3"  - 1:45
16. "Wszystkiego najlepszego" - 3:25